# L4Linux
L4Linux je varianta operačního systému Linux která je upravená do té míry, že může běžet virtualizovaně na L4 (konkrétně Fiasco.OC). L4 je mikrojádro a operační systém L4Linux spouští služby. L4Linux není fork, ale varianta, a je binárně kompatibilní se systémem Linux/x86, který může nahradit linuxové jádro libovolné Linuxové distribuce.
L4Linux je vyvíjen Real-Time Operating System Project Dresden (DROPS) s cílem umožnit sdílení strojového času programů v reálném čase, a spouštět je na počítači současně, ve stejnou dobu.
L4Linux také umožňuje nastavit virtualizované prostředí vzdáleně, podobně jako Xen a KVM, ale existuje několik důležitých rozdílů mezi Xenem a L4Linuxem.

## L4Android
L4Android je fork L4Linuxu který zahrnuje změny do hlavní linie linuxového jádra pro operační systém Android. Jedná se o společný projekt skupiny operačních systémů v Technické univerzitě Drážďany a předsedy pro bezpečnost v odvětví telekomunikací Technické univerzitě Berlín.